# Nagara (Schiff)
Die Nagara (jap. 長良) war ein Leichter Kreuzer der kaiserlich japanischen Marine, der im Zweiten Weltkrieg auf dem pazifischen Kriegsschauplatz zum Einsatz kam, bevor er am 7. August 1944 versenkt wurde. Das Schiff war Typschiff der aus insgesamt sechs Schiffen bestehenden Nagara-Klasse. Der Kreuzer war nach dem Fluss Nagara in Chūbu auf Honshū benannt.

## Technik und Modifizierungen
Zwischen 1929 und 1934 wurden alle Schiffe der Klasse umgebaut. Die Nagara erhielt dabei eine neue Plattform am Hauptmast, auf der ein Entfernungsmesser mit 4,5 Meter Basislänge stand. Man setzte zusätzliche Beobachtungsplattformen an den Brückenturm und entfernte die unpraktische Abflugplattform auf dem Vorschiff, montierte neue Suchscheinwerfer und schweißte eine Vergrößerung des Funkraumes zwischen die Stützen des Mastes auf das Wetterdeck. 1936 wurde, wie bei den meisten leichten japanischen Kreuzern ähnlicher Bauart, der Rumpf strukturell verstärkt.
Im April 1942 wurden in Maizuru zwei 13-mm-Zwillingsmaschinengewehre nachgerüstet. Im August bis zum Oktober 1943 erhielt sie ein Typ-21-Radar und vier 2,5-cm-L/60-Zwillingsmaschinenkanonen Typ 96.
Im Januar 1944 wurden zwei 14,0-cm-Geschütze entfernt und durch eine 12,7-cm-L/40-Kanone Typ 89 ausgetauscht. Alle Zwillingstorpedorohre wurde entfernt und durch zwei Vierlingsrohrsätze ersetzt. Anstelle des Katapultes wurden zwei 2,5-cm-L/60-Drillingsmaschinenkanonen Typ 96 verbaut. Das Schiff erhielt Abwurfschienen für Wasserbomben. Im Juli 1944 kamen ein weiteres Radarsystem, ein Typ 22 für die Suche nach Oberflächenzielen und zehn weitere 2,5-cm-L/60-Maschinenkanonen Typ 96 hinzu.

## China
Nach der Indienstnahme, dem Abschluss der Erprobungsfahrten sowie Wach- und Ausbildungsaufgaben wurde die Nagara 1937 zunächst in chinesischen Gewässern eingesetzt. Am 14. August 1937 beschoss sie Landziele auf Pudong. Am 10. Mai 1938 unterstützte sie mit Artilleriefeuer auf die chinesischen Verteidiger die Landung von Spezial-Landungskräften der Kaiserlichen Marine.

## Zweiter Weltkrieg

### Schlacht um die Philippinen
Nach dem Angriff auf Pearl Harbor und dem Eintritt Japans in den Zweiten Weltkrieg wurde die Nagara zur Unterstützung von Landungen bei Legazpi auf den Philippinen. Sie führte noch weitere Einsätze als Teil der Schlacht um die Philippinen durch, sicherte im Dezember 1941 und Januar 1942 Landungen auf Luzon, Mindanao, Kema und Celebes ab. Bei einer Kollision mit der Hatusharu wurde der Kreuzer am 25. Januar leicht beschädigt.

### Besetzung Niederländisch-Indiens
Die Nagara unterstützte die Landung der japanischen Truppen in Niederländisch-Indien. Anfang Februar sichtete ein US-U-Boot den Kreuzer bei der Fahrt nach Makassar und versuchte einen Angriff, der jedoch scheiterte. Am 11. Februar wurden Truppen in Makassar angelandet, am 19. Februar landeten die Japaner auf Bali. Am 24. Februar wurde der Kreuzer erneut von einem U-Boot gesichtet. Die Truant setzte einen Torpedofächer auf die Nagara ab und erzielte zwei Treffer, die aber beide Blindgänger waren.
Am 29. März 1942 gehörte sie zur japanischen Flotte, welche die Landung auf den Weihnachtsinseln durchführte. Am 10. April 1942 wurde sie Flaggschiff der 10. Zerstörerflottille unter Konteradmiral Kimura Susumu.

### Schlacht um Midway
In der Schlacht um Midway im Sommer 1942 eskortierte ihre Flottille die japanischen Flugzeugträger. Nach dem Versuch, das U-Boot Nautilus anzugreifen, zog einer der Zerstörer der Flottille die Aufmerksamkeit der amerikanischen Bomber auf sich, die ihm zur Trägergruppe folgten. Nachdem die Akagi von ihnen am 4. Juni schwer beschädigt worden war, stieg Admiral Nagumo auf die Nagara um. Nach der Schlacht transportierte das Schiff mehr als 600 Verwundete zu entsprechenden Versorgungseinrichtungen.

### Guadalcanal
Im August 1942 wurde die Nagara im Zuge der Schlachten um Guadalcanal eingesetzt. Sie sicherte Flugzeugträger während der Schlacht bei den Ost-Salomonen und der Schlacht bei den Santa-Cruz-Inseln im Oktober. Während der Seeschlacht von Guadalcanal am 13. November wurde sie von der San Francisco beschossen, erlitt leichte Schäden und verlor sechs Seeleute. Während der zweiten Schlacht am 15. November beschoss sie das Schlachtschiff South Dakota erfolglos mit Typ-93-Torpedos. Vom Truk-Atoll aus war sie im Februar 1943 an der Evakuierung von 11.700 japanischen Soldaten von der Insel Guadalcanal beteiligt.

### Weitere Einsätze 1943
Am 15. Juli 1943 lief sie auf eine Seemine und wurde leicht beschädigt. In Maizuru wurde sie bis zum Oktober repariert und aufgerüstet. Anfang Dezember 1943 wurde sie bei Kwajalein zum Ziel amerikanischer Luftangriffe durch Trägerflugzeuge. Einige Seeleute wurden getötet und der Kreuzer verlegte nach Truk für Notreparaturen. Später beorderte man das Schiff nach Japan zurück, um es gründlich zu reparieren und die Flugabwehr weiter aufzurüsten.

### Untergang
Im Sommer 1944 führte sie um die japanischen Inseln mehrere Versorgungsfahrten durch. Dabei setzte sie am 5. August Soldaten und Material auf Naha ab. Am 7. August 1944 wurde sie von der Croaker entdeckt und mit vier Torpedos angegriffen. Die Nagara wurde steuerbord achtern von einem Torpedo getroffen. Das Ruder wurde zerstört und die Maschinenräume liefen schnell voll. Die Schlagseite erreichte 22°, konnte jedoch durch Gegenfluten auf 15° reduziert werden. Das Schiff hatte aber zu viel Wasser aufgenommen und sank schließlich über das Heck bei 32° 9′ N, 129° 53′ O. 348 Seeleute wurden getötet, 235 konnten gerettet werden.

## Liste der Kommandanten
| Nr. | Name                                | Beginn der Amtszeit | Ende der Amtszeit  | Bemerkungen                                                        |
| --- | ----------------------------------- | ------------------- | ------------------ | ------------------------------------------------------------------ |
| 1.  | Kapitän zur See Kuroda Takijiro     | 21. April 1922      | 10. November 1922  | seit 15. Juni 1921 mit der Baubelehrung betraut                    |
| 2.  | Kapitän zur See Fujii Kensuke       | 10. November 1922   | 1. November 1923   |                                                                    |
| 3.  | Kapitän zur See Sato Minokichi      | 1. November 1923    | 1. November 1924   |                                                                    |
| 4.  | Kapitän zur See Hori Teikichi       | 1. November 1924    | 24. Oktober 1925   |                                                                    |
| 5.  | Kapitän zur See Yoshitake Junzo     | 24. Oktober 1925    | 1. Juli 1926       |                                                                    |
| 6.  | Kapitän zur See Yanagisawa Kyosuke  | 1. Juli 1926        | 1. Dezember 1927   |                                                                    |
| 7.  | Kapitän zur See Ban Jiro            | 1. Dezember 1927    | 21. Dezember 1927  |                                                                    |
| 8.  | Kapitän zur See Sagara Tatsuo       | 21. Dezember 1927   | 10. Dezember 1928  |                                                                    |
| 9.  | Kapitän zur See Sato Ichiro         | 10. Dezember 1928   | 1. Mai 1929        |                                                                    |
| 10. | Kapitän zur See Mitsui Seizaburo    | 1. Mai 1929         | 30. November 1929  |                                                                    |
| 11. | Kapitän zur See Kobayashi Sonosuke  | 30. November 1929   | 1. Dezember 1930   |                                                                    |
| 12. | Kapitän zur See Waki Kanae          | 1. Dezember 1930    | 1. Dezember 1931   |                                                                    |
| 13. | Kapitän zur See Taniike Saburo      | 1. Dezember 1931    | 1. Dezember 1932   |                                                                    |
| 14. | Kapitän zur See Watanabe Tokushiro  | 1. Dezember 1932    | 15. November 1933  |                                                                    |
| 15. | Kapitän zur See Takagi Takeo        | 15. November 1933   | 15. November 1934  |                                                                    |
| 16. | Kapitän zur See Matsunaga Jiro      | 15. November 1934   | 15. November 1935  |                                                                    |
| 17. | Kapitän zur See Kajioka Sadamichi   | 15. November 1935   | 1. Dezember 1936   |                                                                    |
| -   | Kapitän zur See Matsuyama Mitsuharu | 1. Dezember 1936    | 20. Februar 1937   | Kommandant der Kitakami, mit der Wahrnehmung mit Geschäfte betraut |
| 18. | Kapitän zur See Nakao Hachiro       | 20. Februar 1937    | 10. November 1937  |                                                                    |
| 19. | Kapitän zur See Sawada Torao        | 10. November 1937   | 15. Juli 1938      |                                                                    |
| 20. | Kapitän zur See Ichise Shinichi     | 15. Juli 1938       | 15. Dezember 1938  |                                                                    |
| 21. | Kapitän zur See Edo Heitarō         | 15. Dezember 1938   | 1. Juli 1939       |                                                                    |
| 22. | Kapitän zur See Yano Hideo          | 1. Juli 1939        | 1. September 1939  |                                                                    |
| 23. | Kapitän zur See Nakazato Takaharu   | 1. September 1939   | 1. November 1940   |                                                                    |
| 24. | Kapitän zur See Sone Akira          | 1. November 1940    | 10. September 1941 |                                                                    |
| 25. | Kapitän zur See Naoi Toshio         | 10. September 1941  | 10. Juli 1942      |                                                                    |
| 26. | Kapitän zur See Tawara Yoshioki     | 10. Juli 1942       | 17. Dezember 1942  |                                                                    |
| 27. | Kapitän zur See Shinoda Katsukiyo   | 17. Dezember 1942   | 16. August 1943    |                                                                    |
| 28. | Kapitän zur See Kitamura Masayuki   | 16. August 1943     | 7. April 1944      |                                                                    |
| 29. | Kapitän zur See Kondo Shinichi      | 7. April 1944       | 8. Mai 1944        |                                                                    |
| 30. | Kapitän zur See Nakahara Giichiro   | 8. Mai 1944         | 7. August 1944     | mit dem Schiff untergegangen                                       |